# Cơ gan tay dài
Cơ gan tay dài (Palmaris longus) là cơ thuộc mặt trước cẳng tay. Có thể nhìn thấy gân của cơ nằm giữa cơ gấp cổ tay quay và cơ gấp cổ tay trụ, tuy vậy có người không thấy gân này. Tỷ lệ không có gân của cơ này trong dân số nói chung theo các bài tổng quan dao động từ 10–20%; tuy nhiên tỷ lệ này thay đổi tùy theo nhóm dân tộc. Không xuất hiện cơ gan tay dài không ảnh hưởng đến sức cầm nắm, nhưng làm giảm sức mạnh khi gấp ngón tay thứ tư và thứ năm. Phụ nữ thường hay gặp cơ gan tay dài so với nam giới.
Có thể nhìn thấy cơ gan tay dài bằng cách dùng ngón cái chạm vào ngón tay áp út rồi gấp cổ tay. Nếu có gân, sẽ thấy ở đường giữa phía trước cổ tay.

## Cấu trúc giải phẫu
Cơ gan tay dài có hình dạng mảnh, dài, hình thoi, nằm ở trong cơ gấp cổ tay quay. Cơ phình ra, rộng nhất ở đoạn giữa và hẹp nhất ở các điểm bám gần và xa.
Cơ chủ yếu có nguyên ủy là lồi cầu trong xương cánh tay, thuộc gân gấp chung.
Đoạn bám tận của cơ là gân mỏng, dẹt, đi qua phần trên của hãm gân gấp và bám vào phần giữa của hãm gân gấp và phần dưới của cân gan tay. Thông thường, cơ có một nhánh gân đến các cơ ngắn của ngón tay cái.

### Chi phối thần kinh
Cơ gan tay dài được chi phối bởi thần kinh giữa.

### Biến thể

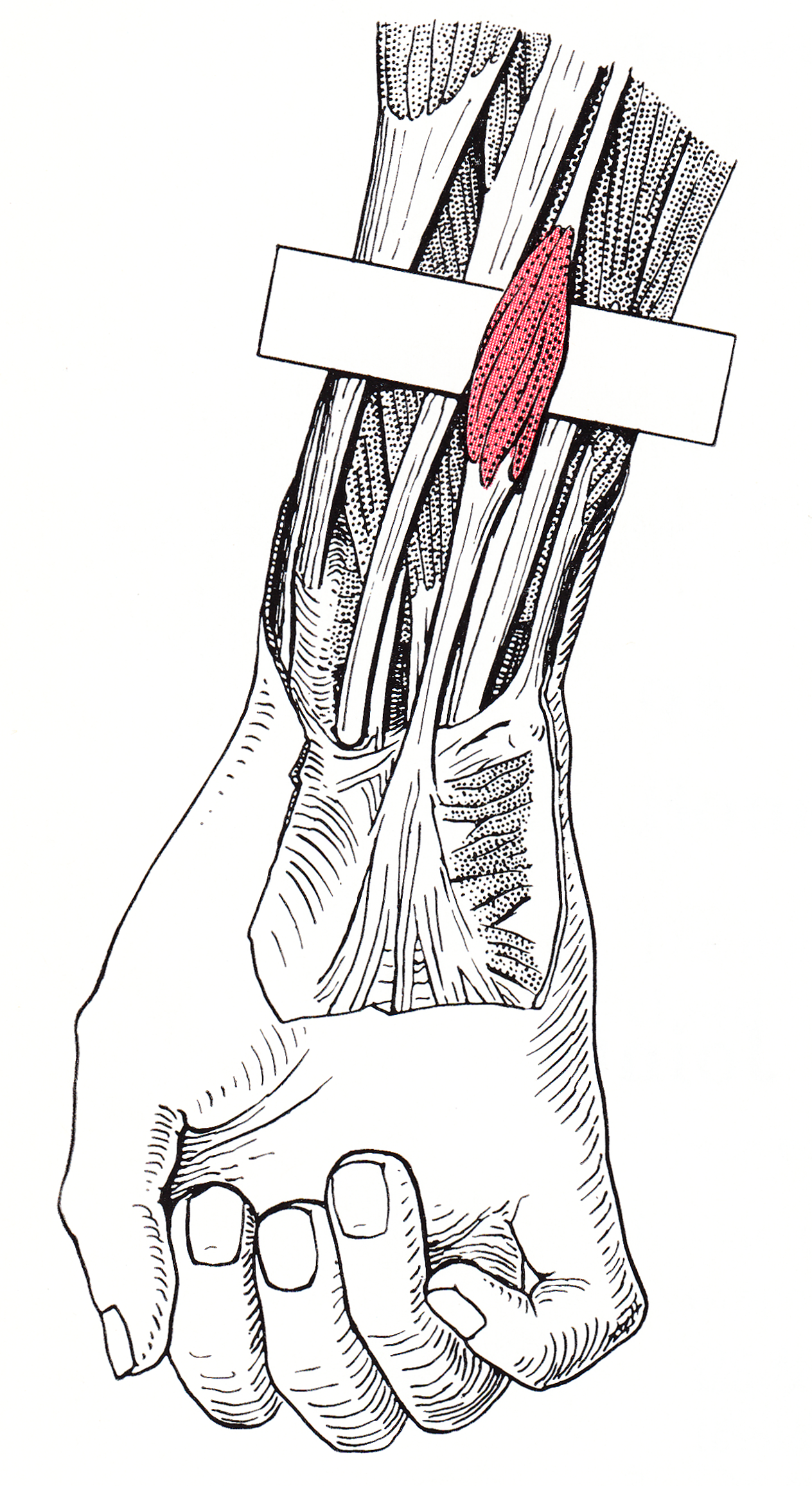
Cơ gan tay dài: bị lạc chỗ hoặc không có
Phần bụng của cơ thỉnh thoảng dịch chuyển về phía xa và nằm sát phía trên cổ tay, như hình minh họa. Cơ gan tay dài không có ở 98 trong số 716 chi được phẫu tích (RK George).

Cơ gan tay dài có nhiều biến thể. Biến thể phổ biến nhất là không xuất hiện cơ gan tay dài. Một số nghiên cứu in vivo và in vitro thống kê sự xuất hiện gân cơ gan tay dài ở các nhóm dân tộc khác nhau. Khoảng 5,5 đến 24% dân số da trắng (châu Âu và Bắc Mỹ) và 4,6 đến 26,6% dân số châu Á (Trung Quốc, Nhật Bản, Ấn Độ, Thổ Nhĩ Kỳ, Malaysia) được báo cáo là không có gân cơ gan tay dài.

## Ý nghĩa lâm sàng

### Sử dụng trong ghép gân

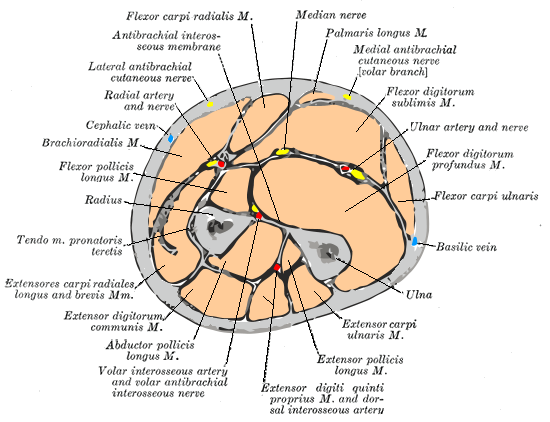
Mặt cắt ngang qua giữa cẳng tay

Cơ gan tay dài là cơ phổ biến nhất để sử dụng trong ghép gân cổ tay do chiều dài và đường kính của gân cơ gan tay dài, và thực tế là khi sử dụng cơ này làm mảnh ghép thì không có bất cứ thay đổi về mặt chức năng nào của tay. Khi gân ở cổ tay bị đứt, có thể cắt gân cơ gan tay dài khỏi gân gấp và ghép vào vị trí của gân bị đứt, thường ghép vào gân gấp dài các ngón tay và gân gấp ngón cái dài.

### Hội chứng ống cổ tay và các biến thể của cơ gan tay dài
Trong số các biến thể giải phẫu đã biết của cơ gan tay dài, phần bụng của cơ gan tay dài có thể nằm trong ống cổ tay, gây ra các triệu chứng của hội chứng ống cổ tay. Cần biết biến thể giải phẫu này để tránh việc phẫu thuật giải phóng ống cổ tay một cách không không cần thiết, hay là thần kinh giữa bị chèn ép có thể chưa được giải phóng do sự hiện diện của biến thể cơ gan tay dài này.